# Bambusa procera
Bambusa procera är en gräsart som beskrevs av Auguste Jean Baptiste Chevalier och Aimée Antoinette Camus. Bambusa procera ingår i släktet Bambusa och familjen gräs.
Artens utbredningsområde är Vietnam. Inga underarter finns listade i Catalogue of Life.